# Takaji Mori
Takaji Mori (Hiroshima, Prefectura d'Hiroshima, Japó, 24 de novembre de 1943 - Tòquio, 17 de juliol de 2011), fou un futbolista i entrenador japonès.

## Selecció japonesa
Takaji Mori va disputar 56 partits amb la selecció japonesa. Va guanyar la medalla de bronze als Jocs Olímpics de Ciutat de Mèxic 1968.